# 한국헬스데이터그룹
한국헬스데이터그룹은 보건 의료 분야 공공 데이터의 개방과 활용을 촉진하고 정부 뿐만 아니라 민간 영역에서 오픈 헬스 데이터의 활용을 지원하기 위한 비영리 단체이다.

## 설립목적
2013년 10월 “공공데이터의 제공 및 이용 활성화에 관한 법률”이 시행됨에 따라 정부는 적극적으로 정부가 보유 관리하고 있는 데이터를 개방하려 하고 있다.
공공데이터포털을 통해 공공데이터를 개방하고 활용지원센터를 운영하고 있지만 개방의 속도가 더디고 보건 의료분야에서 필요로 하는 전문화된 데이터를 제공하는데 한계가 있다. 한국헬스데이터그룹은 공공데이터의 개방과 활용을 촉진하고 특히 보건 의료분야에서 필요한 다양한 데이터가 생산, 활용, 공유될 수 있도록 지원하기 위해 2013년 5월에 설립되었다.

## 활동
2013년 6월 HealthData.kr 사이트 오픈
2013년 10월 다음 개발자 컨퍼런스 DevOn 2013에서 헬스데이터 미트업 기술세션 주관